# Forbidden (블랙 사바스의 음반)
| 전문가 평가                   | 전문가 평가 |
| 평가 점수                     | 평가 점수   |
| 출처                          | 점수        |
| ----------------------------- | ----------- |
| AllMusic                      | [ 1 ]       |
| The Rolling Stone Album Guide | [ 2 ]       |

《Forbidden》은 1995년 6월 20일에 발매된 영국의 록 밴드 블랙 사바스의 열여덟 번째 스튜디오 음반이다. 이 녹음은 1990년부터 닐 머리와 코지 파월의 복귀와 함께 블랙 사바스의 《Tyr》 시대의 라인업 재결합이 이루어졌다. 보컬은 토니 마틴, 키보드에는 제프 니컬스가, 음반은 오지 오스본과 기저 버틀러가 음반 《13》을 위해 돌아온 2013년까지 밴드의 마지막 음반이었다. 이 음반은 발매 첫 주에 미국에서 2만1천장이 팔렸고 2013년 기준으로, 《Forbidden》은 미국에서 19만1천장이 팔렸다.
이 음반은 비평가들과 팬들로부터 모두 부정적인 반응을 얻었다. 발매 후, 그 밴드는 몇 번의 라인업 변화를 겪었고, 그 자신이 커리어 교차로에 있다는 것을 알게 되었다. 하지만, 오리지널 블랙 사바스 보컬 오지 오스본은 얼마 후 기타리스트 토니 아이오미와 화해할 것이다.

## 음반 정보 및 배경
《Forbidden》의 녹음은 1994년 《Cross Purposes》 투어의 직후 버틀러와 머리가 교체하고 파월이 복귀하는 등 밴드 내 일부 후발 라인업 변경에 이은 것이다. 작사, 작곡과 리허설은 12월 리버풀의 파르 스트리트 스튜디오에서의 녹화를 앞두고 웨일스의 블루스톤 팜에서 열렸다. 1995년 7월 보스턴 라디오 방송국 WBCN의 토니 아이오미의 인터뷰에 따르면, 이 음반은 녹음하는데 10일이 걸렸다. 이 음반은 1995년 6월에 발매되었다. 음악적으로, 이 발매는 블루스의 영향뿐만 아니라 전통적인 헤비 메탈과 파워 메탈 스타일을 추구한다. 이 음반의 오프닝 트랙인 〈The Illusion of Power〉는 미국의 헤비 메탈 밴드 보디 카운트의 아이스-T의 한 구절이 수록되어 있으며, 이 곡의 브리지 동안 구어체 부분을 전달하고 있다.
보디 카운트 멤버 어니 C가 음반을 프로듀싱, 녹음, 믹싱했다.

## 곡 목록
작사는 모두 특별한 언급이 없는 한 토니 마틴이 맡았고, 작곡은 모두 블랙 사바스가 맡았다.
| #   | 제목                                       | 작사           | 재생 시간 |
| --- | ------------------------------------------ | -------------- | --------- |
| 1.  | 〈The Illusion of Power (Feat. 아이스-T)〉 | 마틴, 아이스-T | 4:51      |
| 2.  | 〈Get a Grip〉                             |                | 3:58      |
| 3.  | 〈Can't Get Close Enough〉                 |                | 4:27      |
| 4.  | 〈Shaking Off the Chains〉                 |                | 4:02      |
| 5.  | 〈I Won't Cry for You〉                    |                | 4:47      |
| 6.  | 〈Guilty as Hell〉                         |                | 3:27      |
| 7.  | 〈Sick and Tired〉                         |                | 3:29      |
| 8.  | 〈Rusty Angels〉                           |                | 5:00      |
| 9.  | 〈Forbidden〉                              |                | 3:47      |
| 10. | 〈Kiss of Death〉                          |                | 6:06      |